# Ислам в Дании
Ислам в Дании является одной из многочисленных религий. По данным Госдепа США около 3,7 % населения Дании является мусульманами. Другие источники, в числе которых и Министерство иностранных дел Дании, приводят более низкие цифры.
По данным Би-Би-Си в Дании проживает около 270 тысяч мусульман. В 1970-х годах жители Турции, Пакистана, Марокко и бывшей Югославии прибывали в Данию для в поисках работы. В 1980-х и 90-х годов большинство мусульман — беженцы из Ирана, Ирака, Сомали и Боснии.
Среди мусульман Дании есть и этнические датчане. По оценкам экспертов в Дании проживают около 2 800 новообращённых мусульман и ежегодно эта цифра увеличивается приблизительно на 70 человек. Для сравнения, в период между 2000 и 2004 годом чуть больше 300 датчан перешло из ислама в христианство.

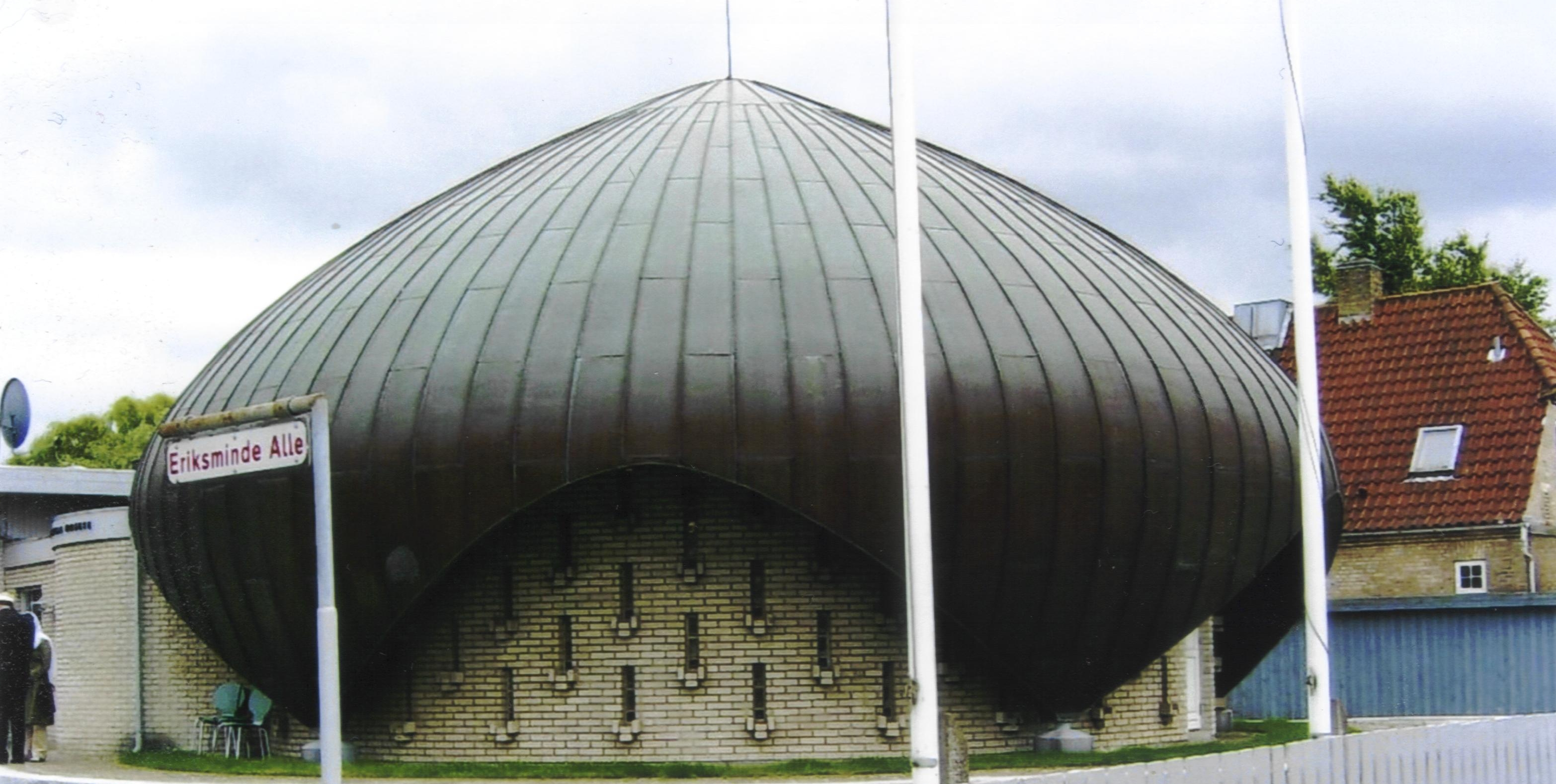
Ахмадийская мечеть в Дании

## История
По состоянию на 2005 в Дании было зарегистрировано 19 различных мусульманских религиозных общин. В 1980-х и 1990-х годов большое количество мусульман прибыло в Данию в поисках убежища. Это были в основном выходцы из Ирана, Ирака, Палестины, Сомали и Боснии. Из общего числа датских мусульман около 40 % составляют беженцы из мусульманских стран.

## Школы
Первая мусульманская школа была построена в 1978 году в Хельсингере. На сегодняшний день в Дании функционируют около 20 мусульманских школ, большинство из которых расположены в крупных городах. В 1980-х годах были построены школы для говорящих на урду, турецком, арабском и других языках. В 1990-х годах были построены школы для сомалийских, палестинских и иракских детей. Самая большая школа в Нёрребро насчитывает около 410 студентов.

## Карикатурный скандал
В 2005 году в Дании разгорелся «карикатурный скандал». Газета Jyllands-Posten опубликовала 12 карикатур на исламского пророка Мухаммеда. Публикация карикатур вызвало недовольство среди мусульманского населения не только Дании, но и за её пределами. Руководство газеты Jyllands-Posten заявило, что опубликованные рисунки являются лишь демонстрацией осуществления на практике свободы слова. Министерства иностранных дел одиннадцати исламских государств потребовали от датского правительства извинений за публикацию. За дипломатическими протестами последовал бойкот датских товаров.